# Dũng Hà
Dũng Hà (1929–2011), (bút danh: Thái Linh) là một nhà văn, Hội viên Hội Nhà văn Việt Nam. Ông cũng là một tướng lĩnh Quân đội nhân dân Việt Nam, hàm Thiếu tướng, nguyên Chủ nhiệm Chính trị Binh chủng Đặc công, nguyên Trưởng ban Ký sự Lịch sử quân sự thuộc Tổng cục Chính trị QĐNDVN, nguyên Tổng Biên tập Tạp chí Văn nghệ Quân đội (1982–1993). Ông là một trong 4 nhà văn Quân đội nhân dân Việt Nam được phong Quân hàm Thiếu tướng, cùng với: Hồ Phương, Chu Phác, Nguyễn Chí Trung.

## Sự nghiệp
Ông tên thật là Phạm Điệng, sinh ngày 15 tháng 8 năm 1929 tại xã Hồng Phong, huyện Vũ Thư, tỉnh Thái Bình. Ông nhập ngũ quân đội khi mới 17 tuổi, từng tham gia Chiến dịch Điện Biên Phủ với cương vị là Chính trị viên Tiểu đoàn, trực tiếp chỉ huy đơn vị đánh chiếm đồi A1. Sau đó được phân công áp giải tù binh Pháp về Thanh Hóa. Cuộc áp giải này đã được ông thể hiện trong truyện ngắn "Cây số 42" – đây là một truyện ngắn xuất sắc và được chuyển thể thành phim. Sau đó Dũng Hà trở lại Điện Biên Phủ cùng đơn vị làm kinh tế, thời kỳ này được ông thể hiện trong tiểu thuyết "Mảnh đất yêu thương".
Thời kỳ Kháng chiến chống Mỹ, ông được điều động sang lực lượng Hải quân. Ngày 19 tháng 3 năm 1967, Binh chủng Đặc công được thành lập, ông được bổ nhiệm làm cán bộ chính trị, rồi Chủ nhiệm chính trị Binh chủng; trực tiếp tham gia lãnh đạo bộ đội đặc công ở chiến trường miền Trung. Năm 1973 khi đang giữ cương vị chỉ huy bộ đội đặc công ông viết và cho xuất bản tiểu thuyết "Sao Mai".
Năm 1975, Chiến tranh chống Mỹ chấm dứt, ông về làm Trưởng ban Ký sự lịch sử quân sự; năm 1982 ông được bổ nhiệm làm Tổng Biên tập Tạp chí Văn nghệ Quân đội. Trong thời gian này ông được phong quân hàm Thiếu tướng.
Ông được nghỉ hưu năm 1993. Ông mất ngày 1 tháng 3 năm 2011 tại Hà Nội

## Tác phẩm
Các tác phẩm chính
- Gió bấc (truyện ngắn – 1963);
- Sao Mai (tiểu thuyết – 1974, 1980, 1987; cuốn sách đã được dịch ra tiếng Nga và được Nhà xuất bản Sao Đỏ của Liên Xô cũ ấn hành năm 1986). Cho đến nay, luôn được đánh giá là tác phẩm là hay nhất về Binh chủng Đặc công;
- Mảnh đất yêu thương (tiểu thuyết – 1978);
- Đường dài (tiểu thuyết – 1987);
- Quãng đời xưa in bóng (tiểu thuyết – 1980);
- Cây số 42 (truyện ngắn – 1995);
- Phận gái (2002);
- Sông cạn (tiểu thuyết – 2006);

## Đánh giá
| “                  | Ông cũng là người rất dễ gần – đằng sau cái vẻ ngoài như khô khan ấy là một trái tim dễ cảm, rộng lượng và cũng hay thương người. Và rất thẳng thắn, bộc trực, một là một, hai là hai, đến mức có những khi chú cháu ngồi trò chuyện với nhau, đôi khi tôi có cảm giác như ông còn hơi hồn nhiên khi nhìn vào cái cuộc đời và cái nghề viết thực ra trăm mối tơ vò dan díu của chúng ta hôm nay. | ” |
| — Hồng Thanh Quang | |   |

## Phong tặng
- Giải thưởng cuộc thi truyện ngắn Tạp chí Văn nghệ quân đội: năm 1959 với "Theo chồng", năm 1961 với truyện ngắn "Trung thành";
- Huân chương Quân công hạng Nhất;
- Huân chương Chiến thắng hạng Nhì;
- Huân chương Kháng chiến chống Mỹ cứu nước hạng Nhất;
- Huân chương Chiến công (hạng Hai – Ba);
- Huân chương Chiến sĩ vẻ vang (hạng Nhất – Nhì – Ba);
- Huân chương Quân kì quyết thắng;
- Huy hiệu 60 năm tuổi Đảng Cộng sản Việt Nam.[1]